# Madagascar en los Juegos Paralímpicos de Tokio 2020
Madagascar estuvo representado en los Juegos Paralímpicos de Tokio 2020 por una deportista femenina. El equipo paralímpico malgache no obtuvo ninguna medalla en estos Juegos.